# Diastopora transversata
Diastopora transversata är en mossdjursart som först beskrevs av Ferdinand Canu och Ray Smith Bassler 1922.  Diastopora transversata ingår i släktet Diastopora och familjen Diastoporidae. Inga underarter finns listade i Catalogue of Life.